# Дрогобицька обласна рада депутатів трудящих VII скликання
Дрогобицька обласна рада депутатів трудящих сьомого скликання — представничий орган Дрогобицької області 1959 року.
Нижче наведено список депутатів Дрогобицької обласної ради 7-го скликання, обраних 1 березня 1959 року. Всього до Дрогобицької обласної ради 7-го скликання було обрано 100 депутатів.
У червні 1959 року, у зв'язку із приєднанням Дрогобицької області до Львівської, обласна рада була ліквідована, а депутатський корпус увійшов до складу Львівської обласної ради депутатів трудящих 7-го скликання.
| Прізвище, ім'я, по-батькові      | Місто чи район          | Виборчий округ              | Посада | Примітки |
| -------------------------------- | ----------------------- | --------------------------- | --- | -------- |
| Андрушко Марія Романівна         | Нижанковицький район    | Нижанковицький № 35         | агроном колгоспу імені Сталіна Нижанковицького р-ну                                                                          |          |
| Антошик Ганна Іванівна           | Старосамбірський район  | Головецьківський № 63       | доярка колгоспу імені Калініна Старосамбірського р-ну                                                                        |          |
| Богомазов Андрій Васильович      | Славський район         | Тухольківський № 57         | заступник голови Дрогобицького облвиконкому                                                                                  |          |
| Богоніс Григорій Іванович        | Рудківський район       | Чайковицький № 42           | голова колгоспу імені Сталіна села Чайковичі Рудківського р-ну                                                               |          |
| Бондаренко Олексій Петрович      | Жидачівський район      | Вільховецький № 15          | начальник Дрогобицького обласного управління зв'язку                                                                         |          |
| Бредихін Павло Іванович          | Судововишнянський район | Дидятицький № 70            | голова колгоспу імені Шевченка Судово-Вишнянського р-ну                                                                      |          |
| Бунь Пелагія Павлівна            | Дрогобицький район      | Лішнянський № 10            | завідувачка тваринницької ферми колгоспу імені Калініна села Снятинка Дрогобицького р-ну                                     |          |
| Бутенко Ігор Степанович          | Мостиський район        | Пнікутський № 34            | начальник Дрогобицького обласного управління місцевої промисловості                                                          |          |
| Вербівський Степан Павлович      | Судововишнянський район | Твіржівський № 71           | завідувач Дрогобицького обласного відділу народної освіти                                                                    |          |
| Вінницька Марія Василівна        | місто Самбір            | Самбірський № 93            | формувальниця Самбірського ремонтного заводу                                                                                 |          |
| Вовк Текля Юрківна               | Ходорівський район      | Ходорівський № 77           | доярка радгоспу «Садки» Ходорівського р-ну                                                                                   |          |
| Вороний Йосип Іванович           | місто Стрий             | Стрийський № 98             | машиніст паровозного депо залізничної станції Стрий                                                                          |          |
| Гнатович Михайло Іванович        | місто Стрий             | Стрийський № 97             | газорізальник Стрийського вагоноремонтного заводу                                                                            |          |
| Головецька Катерина Йосипівна    | Старосамбірський район  | Стрілківський № 61          | ланкова колгоспу «Перемога» села Топільниця Старосамбірського р-ну                                                           |          |
| Гоптаревська Євгенія Петрівна    | Миколаївський район     | Димівський № 28             | головний агроном Миколаївської районної інспекції сільського господарства                                                    |          |
| Грех Віктор Дем'янович           | місто Борислав          | Бориславський № 84          | голова Бориславського міськвиконкому                                                                                         |          |
| Гриценко Олексій Варфоломійович  | Сколівський район       | Сколівський № 51            | начальник Дрогобицького обласного управління КДБ                                                                             |          |
| Грозовський Іван Миколайович     | місто Борислав          | Бориславський № 86          | слюсар майстерні підземного ремонту свердловин Бориславського нафтопромислу № 9 нафтопромислового управління «Бориславнафта» |          |
| Гурман Михайлина Андріївна       | Ходорівський район      | Соколівський № 81           | свинарка колгоспу імені Івана Франка Ходорівського р-ну                                                                      |          |
| Дружинін Володимир Миколайович   | Стрийський район        | Завадівський № 66           | 1-й секретар Дрогобицького обкому КПУ                                                                                        |          |
| Єрьоменко Ніна Василівна         | місто Трускавець        | Трускавецький № 100         | директор Трускавецького санаторію «Кришталевий палац»                                                                        |          |
| Жуков Тимофій Семенович          | Старосамбірський район  | Великолінинський № 62       | завідувач відділу Дрогобицького облвиконкому                                                                                 |          |
| Закрой Георгій Гаврилович        | місто Дрогобич          | Дрогобицький № 90           | 1-й секретар Дрогобицького міськкому КПУ                                                                                     |          |
| Зельман Романна Йосипівна        | Самбірський район       | Корналовицький № 50         | доярка колгоспу «17 Вересня» села Корналовичі Самбірського р-ну                                                              |          |
| Кавчак Марія Миколаївна          | Добромильський район    | Хирівський № 6              | доярка колгоспу імені Леніна Добромильського р-ну                                                                            |          |
| Кащеєв Іван Андрійович           | Старосамбірський район  | Старосамбірський № 58       | 2-й секретар Дрогобицького обкому КПУ                                                                                        |          |
| Кізима Марія Миколаївна          | Стрийський район        | Яблунівський № 64           | свинарка колгоспу імені Леніна села Лисятичі Стрийського р-ну                                                                |          |
| Кілкович Юлія Йосипівна          | Добромильський район    | Новоміський № 5             | ланкова колгоспу імені Сталіна Добромильського р-ну                                                                          |          |
| Кіндзерська Ганна Семенівна      | Самбірський район       | Містковицький № 45          | ланкова колгоспу «17 Вересня» село Баранівці Самбірського р-ну                                                               |          |
| Клещенко Іван Данилович          | Жидачівський район      | Монастирецький № 18         | голова Дрогобицької обласної ради професійних спілок                                                                         |          |
| Ковтун Ольга Григорівна          | Комарнівський район     | Комарнівський № 19          | свинарка колгоспу «1 Травня» Комарнівського р-ну                                                                             |          |
| Козова Марія Іванівна            | Мостиський район        | Чернівський № 33            | ланкова колгоспу імені Леніна села Мальнів Мостиського р-ну                                                                  |          |
| Колосова-Щербань Зоя Дмитрівна   | Стрийський район        | Дашавський № 67             | головний лікар Стрийської районної лікарні Стрийського р-ну                                                                  |          |
| Комарницька Стефанія Іванівна    | Старосамбірський район  | Скелівський № 60            | пташниця колгоспу імені Сталіна села Чаплі Старосамбірського р-ну                                                            |          |
| Корчинський Юліан Олексійович    | Миколаївський район     | Пісочненський № 30          | художній керівник Дрогобицької обласної філармонії                                                                           |          |
| Костів Теофіль Ількович          | місто Дрогобич          | Дрогобицький № 88           | начальник бітумної установки Дрогобицького нафтопереробного заводу № 2                                                       |          |
| Костюлка Софія Миколаївна        | Жидачівський район      | Рудянський № 14             | ланкова колгоспу імені Кірова Жидачівського р-ну                                                                             |          |
| Котов Георгій Федорович          | Ходорівський район      | Бориницький № 82            | секретар Дрогобицького облвиконкому                                                                                          |          |
| Кохана Дарія Іванівна            | Мостиський район        | Мостиський № 31             | ланкова колгоспу «Шлях до комунізму» села Гостинцеве Мостиського р-ну                                                        |          |
| Куваєв Дмитро Феофанович         | Добромильський район    | Добромильський № 4          | начальник Політичного відділу прикордонного загону в/ч 2293 Прикордонних військ КДБ СРСР                                     |          |
| Кудрявцев Євген Михайлович       | Дрогобицький район      | Стебницький № 8             | директор Стебницького калійного комбінату                                                                                    |          |
| Кузів Нестор Іванович            | місто Самбір            | Самбірський № 94            | голова Самбірського міськвиконкому                                                                                           |          |
| Кузьмяк Катерина Михайлівна      | Самбірський район       | Воютицький № 46             | доярка колгоспу «Перемога» Самбірського р-ну                                                                                 |          |
| Кулак Іван Костянтинович         | Жидачівський район      | Подорожненський № 17        | бригадир тракторної бригади колгоспу «Україна» села Подорожнє Жидачівського р-ну                                             |          |
| Кулик Микола Іванович            | Славський район         | Славський № 55              | чабан колгоспу «Радянська Україна» Славського р-ну                                                                           |          |
| Куценко Віктор Петрович          | Комарнівський район     | Підзвіринецький № 20        | секретар Дрогобицького обкому КПУ                                                                                            |          |
| Кучко Катерина Іванівна          | Підбузький район        | Урізький № 39               | свинарка колгоспу «Заповіт Ілліча» Підбузького р-ну                                                                          |          |
| Кушвара Іван Григорович          | Самбірський район       | Дублянський № 49            | бригадир колгоспу імені Сталіна Самбірського р-ну                                                                            |          |
| Ланьо Ганна Миколаївна           | Боринський район        | Верхньовисоцький № 2        | доярка колгоспу «Верховина» село Верхнє Висоцьке Боринського р-ну                                                            |          |
| Леньо Тереза Йосипівна           | Турківський район       | Яворівський № 76            | доярка колгоспу імені Леніна Турківського р-ну                                                                               |          |
| Литвиненко Григорій Георгійович  | місто Стрий             | Стрийський № 95             | фрезерувальник Стрийського заводу імені Кірова                                                                               |          |
| Лутчин Олена Іванівна            | Підбузький район        | Новокропивницький № 40      | ланкова колгоспу імені Калініна Підбузького р-ну                                                                             |          |
| Мавроді Георгій Петрович         | Старосамбірський район  | Старосолянський № 59        | голова колгоспу імені ХХ з'їзду КПРС Старосамбірського р-ну                                                                  |          |
| Магур Антон Федорович            | Сколівський район       | Нижньосиньовидненський № 53 | голова колгоспу імені Леніна Сколівського р-ну                                                                               |          |
| Мазур Михайло Андрійович         | Турківський район       | Турківський № 73            | бригадир колгоспу імені Калініна села Шум'яче Турківського р-ну                                                              |          |
| Масло Дмитро Йосипович           | Рудківський район       | Рудківський № 41            | 1-й секретар Рудківського райкому КПУ                                                                                        |          |
| Масна Катерина Петрівна          | Ходорівський район      | Новострілищанський № 80     | ланкова колгоспу імені Богдана Хмельницького Ходорівського р-ну                                                              |          |
| Мелень Петро Іванович            | Сколівський район       | Любинцівський № 52          | директор Любинцівської середньої школи Сколівського р-ну                                                                     |          |
| Михайлик Василь Сергійович       | місто Самбір            | Самбірський № 92            | машиніст паровозного депо залізничної станції Самбір                                                                         |          |
| Мінько Микола Федорович          | Турківський район       | Лімнянський № 75            | завідувач молочно-товарної ферми колгоспу «Радянський прикордонник» села Боберка Турківського р-ну                           |          |
| Міштурак Ганна Федорівна         | Стрийський район        | Стрілківський № 68          | ланкова колгоспу імені Сталіна Стрийського р-ну                                                                              |          |
| Млечко Михайло Євстахійович      | Меденицький район       | Грушівський № 23            | коваль колгоспу імені Кірова села Добрівляни Меденицького р-ну                                                               |          |
| Мотрич Федір Петрович            | Меденицький район       | Луківський № 25             | бригадир колгоспу імені Дзержинського Меденицького р-ну                                                                      |          |
| Назаренко Микола Миколайович     | місто Стрий             | Стрийський № 99             | обласний військовий комісар Дрогобицької області                                                                             |          |
| Ніколаєнко Василь Сидорович      | місто Стрий             | Стрийський № 96             | секретар Дрогобицького обкому КПУ                                                                                            |          |
| Олійник Степан Григорович        | Ходорівський район      | Бортниківський № 79         | бригадир комплексної бригади колгоспу «Радянська Україна» Ходорівського р-ну                                                 |          |
| Осередчук Катерина Василівна     | Дрогобицький район      | Солонський № 11             | свинарка колгоспу імені Леніна села Солонське Дрогобицького р-ну                                                             |          |
| Откаленко Олександр Матвійович   | Боринський район        | Завадківський № 3           | начальник Дрогобицького обласного управління сільського господарства                                                         |          |
| Панченко Василь Прокопович       | місто Дрогобич          | Дрогобицький № 87           | голова Дрогобицького міськвиконкому                                                                                          |          |
| Петруняк Любомир Юркович         | місто Борислав          | Бориславський № 83          | помічник оператора газолінового цеху № 5 Бориславського управління газолінових заводів                                       |          |
| Полянська Ярослава Василівна     | Боринський район        | Боринський № 1              | ланкова колгоспу імені Жданова села Нижнє Висоцьке Боринського р-ну                                                          |          |
| Попелишко Катерина Омелянівна    | Нижанковицький район    | Гусаківський № 36           | учителька Боляновицької семирічної школи Нижанковицького р-ну                                                                |          |
| Ревва Валентин Павлович          | Самбірський район       | Вільшаницький № 48          | завідувач відділу партійних органів Дрогобицького обкому КПУ                                                                 |          |
| Рибальченко Костянтин Макарович  | Ходорівський район      | Вербицький № 78             | 1-й заступник голови Дрогобицького облвиконкому                                                                              |          |
| Романов Василь Григорович        | Дрогобицький район      | Дережицький № 9             | директор Дрогобицького нафтопереробного заводу № 2                                                                           |          |
| Рудь Юрій Володимирович          | Меденицький район       | Криницький № 24             | 1-й секретар Меденицького райкому КПУ                                                                                        |          |
| Русиняк Панас Матвійович         | Рудківський район       | Гошанський № 44             | бригадир тракторної бригади колгоспу імені Свердлова Рудківського р-ну                                                       |          |
| Рябошапка Ольга Іванівна         | Судововишнянський район | Судововишнянський № 69      | вчителька Волостківської середньої школи Судово-Вишнянського р-ну                                                            |          |
| Савченко Микола Олексійович      | Добромильський район    | Старявський № 7             | 1-й секретар Дрогобицького обкому ЛКСМУ                                                                                      |          |
| Савченко Панас Павлович          | Турківський район       | Вовченський № 74            | голова Турківського райвиконкому                                                                                             |          |
| Сендзюк Феодосій Лук'янович      | Меденицький район       | Меденицький № 22            | редактор Дрогобицької обласної газети «Радянське слово»                                                                      |          |
| Середа Іван Матвійович           | Комарнівський район     | Переможненський № 21        | 1-й секретар Комарнівського райкому КПУ                                                                                      |          |
| Сирота Павло Федорович           | Жидачівський район      | Журавнівський № 16          | розпилювальник плит Журавнівського промкомбінату Жидачівського р-ну                                                          |          |
| Скопін Віктор Дмитрович          | Підбузький район        | Підбузький № 38             | начальник Дрогобицького обласного управління МВС                                                                             |          |
| Скороход Іван Кузьмич            | Нижанковицький район    | Крукеницький № 37           | завідувач Дрогобицького обласного фінансового відділу                                                                        |          |
| Смирнов Леонід Васильович        | місто Дрогобич          | Дрогобицький № 91           | голова Трускавецького міськвиконкому                                                                                         |          |
| Созанський Станіслав Герасимович | Миколаївський район     | Роздольський № 29           | директор Миколаївського цементного заводу                                                                                    |          |
| Соловйов Василь Степанович       | Славський район         | Тухлянський № 56            | голова колгоспу імені Пархоменка села Плав'я Славського р-ну                                                                 |          |
| Старжинський Йосип Йосипович     | Сколівський район       | Підгородецький № 54         | голова Підгородецької сільської ради Сколівського р-ну                                                                       |          |
| Стратонов Анатолій Степанович    | місто Дрогобич          | Дрогобицький № 89           | 2-й секретар Дрогобицького міськкому КПУ                                                                                     |          |
| Тарнавський Ілля Євстахійович    | Жидачівський район      | Жидачівський № 13           | голова Дрогобицького облвиконкому                                                                                            |          |
| Теньковський Михайло Гордійович  | Судововишнянський район | Великомокрянівський № 72    | заступник голови Дрогобицького облвиконкому                                                                                  |          |
| Терещенко Олександр Максимович   | Стрийський район        | Моршинський № 65            | 1-й секретар Стрийського райкому КПУ                                                                                         |          |
| Толстой Микола Андрійович        | Самбірський район       | Чукв'янський № 47           | прокурор Дрогобицької області                                                                                                |          |
| Ушаков Іван Іванович             | Миколаївський район     | Миколаївський № 26          | машиніст екскаватора Миколаївського будівельного управління                                                                  |          |
| Федорова Марія Павлівна          | Мостиський район        | Тщенецький № 32             | доярка радгоспу «Мостиський» Мостиського р-ну                                                                                |          |
| Хлопик Микола Васильович         | Дрогобицький район      | Гаївський № 12              | бригадир тракторної бригади колгоспу імені Щорса Дрогобицького р-ну                                                          |          |
| Хміль Марія Юр'ївна              | Рудківський район       | Конюшко-Семенівський № 43   | ланкова колгоспу імені Жданова села Михайлевичі Рудківського р-ну                                                            |          |
| Шеметун Данило Семенович         | Миколаївський район     | Берездовецький № 27         | голова Дрогобицької обласної планової комісії                                                                                |          |
| Шуригайло Микола Іванович        | місто Борислав          | Бориславський № 85          | оператор Бориславського нафтопромислу № 8 нафтопромислового управління «Бориславнафта»                                       |          |

14 березня 1959 року відбулася 1-а сесія обласної ради. Головою облвиконкому обраний Тарнавський Ілля Євстахійович. Обрані заступниками голови облвиконкому: Рибальченко Костянтин Макарович (1-й заступник), Богомазов Андрій Васильович, Теньковський Михайло Гордійович. Секретарем облвиконкому обраний Котов Георгій Федорович.
Обрано Дрогобицький облвиконком у складі 15 чоловік: Тарнавський Ілля Євстахійович — голова облвиконкому; Рибальченко Костянтин Макарович — 1-й заступник голови облвиконкому; Богомазов Андрій Васильович — заступник голови облвиконкому; Теньковський Михайло Гордійович — заступник голови облвиконкому; Котов Георгій Федорович — секретар облвиконкому; Дружинін Володимир Миколайович — 1-й секретар Дрогобицького обкому КПУ; Скопін Віктор Дмитрович — начальник Дрогобицького обласного управління МВС; Откаленко Олександр Матвійович — начальник Дрогобицького обласного управління сільського господарства; Скороход Іван Кузьмич — завідувач Дрогобицького обласного фінансового відділу; Вербівський Степан Павлович — завідувач Дрогобицького обласного відділу народної освіти; Созанський Станіслав Герасимович — директор Миколаївського цементного заводу; Стратонов Анатолій Степанович — голова Дрогобицького міськвиконкому; Колосова-Щербань Зоя Дмитрівна — головний лікар Стрийської районної лікарні Стрийського р-ну; Шуригайло Микола Іванович — оператор Бориславського нафтопромислу № 8; Зельман Романна Йосипівна — доярка колгоспу «17 Вересня» села Корналовичі Самбірського р-ну.
Тоді ж обрані завідувачі відділів облвиконкому: Откаленко Олександр Матвійович — начальник Дрогобицького обласного управління сільського господарства; Скороход Іван Кузьмич — завідувач Дрогобицького обласного фінансового відділу; Вербівський Степан Павлович — завідувач Дрогобицького обласного відділу народної освіти; Неплюєв Микола Федорович — завідувач Дрогобицького обласного відділу охорони здоров'я; Сичов Петро Порфирович — завідувач Дрогобицького обласного відділу соціального забезпечення; Костюк Олексій Григорович — завідувач Дрогобицького обласного відділу комунального господарства; Нагайцев Василь Павлович — начальник Дрогобицької обласного управління автомобільного транспорту і шосейних шляхів; Панченко Василь Прокопович — начальник Дрогобицької обласного управління постачання і збуту; Суханюк Іван Микитович — начальник Дрогобицького обласного управління культури; Бутенко Ігор Степанович — начальник Дрогобицької обласного управління місцевої промисловості; Ратніков Роман Гнатович — начальник Дрогобицької обласного управління промисловості будівельних матеріалів; Шеметун Данило Семенович — голова Дрогобицької обласної планової комісії; Скопін Віктор Дмитрович — начальник Дрогобицького обласного управління внутрішніх справ; Райзман Соломон Гіршевич — начальник Дрогобицької обласного управління капітального будівництва; Канілов І.І. — завідувач Дрогобицького обласного відділу організованого набору робітників і переселення; Сивохіп Іван Федорович — завідувач загального відділу Дрогобицького облвиконкому.